# ヤマトミズン
ヤマトミズン（Amblygaster leiogaster）は、ニシン目ニシン科ヤマトミズン属の硬骨魚。

## 分布
インド洋・太平洋の熱帯域（アフリカ大陸北東岸からインド、ベンガル湾、アンダマン海、インドネシア、オーストラリア北西岸、インドシナ半島から日本にかけて）。日本国内では琉球列島、鹿児島県西之表市、鹿児島県南さつま市笠沙町、兵庫県美方郡浜坂町（現・新温泉町）。

## 形態
体型は細長い円筒形で体長20センチ。体色は青く、覆面は銀白色。目は大きく、発達した脂瞼には裂間あり。胸鰭16-17軟条。腹鰭8軟条。背鰭17-18軟条。臀鰭18-21軟条。縦列鱗数39-41。鰓耙31-36（下枝）。

## 人との関わり
ヤマトミズン属はA. clupeoides、本種、ホシヤマトミズンA. sirmの3種が知られている。このうち本種とホシヤマトミズンが日本国内に分布する。両種は沖縄では普通に見られ、定置網や追い込み漁で漁獲する。両種合わせて年間100トン以上が漁獲されることもあり、食用の他マグロ漁業・カツオ漁業の釣り餌としても利用される。